# Kopischs blegeri
Kopischs blegeri (polsk Bielnik Kopischa) er navnet på en bygning ved Wincenty Tymienieckis gade 5 i Łódź. 
Det er usikkert om bygningen nogensinde husede Tytus Kopisch' blegeri. Kopisch overtog i 1828 et blegeri, som blev bygget i årene 1824-1825 af Kongres-Polens regering. Meget tyder imidlertid på, at dette blegeri egentlig befandt sig længere nede af samme gade, mens "Kopischs blegeri" i virkeligheten var forretningsmandens bolig. 
Bygningen blev købt af Karol Scheibler i 1870'erne, og huser i dag Bank Przemysłowy ("Forretningsbanken"). Det egentlige blegeri regnes for at være den ældste industribygning i Łódź.
51°44′57″N 19°27′50″Ø / 51.749028°N 19.463917°Ø